# Arboretum de l'école du Breuil

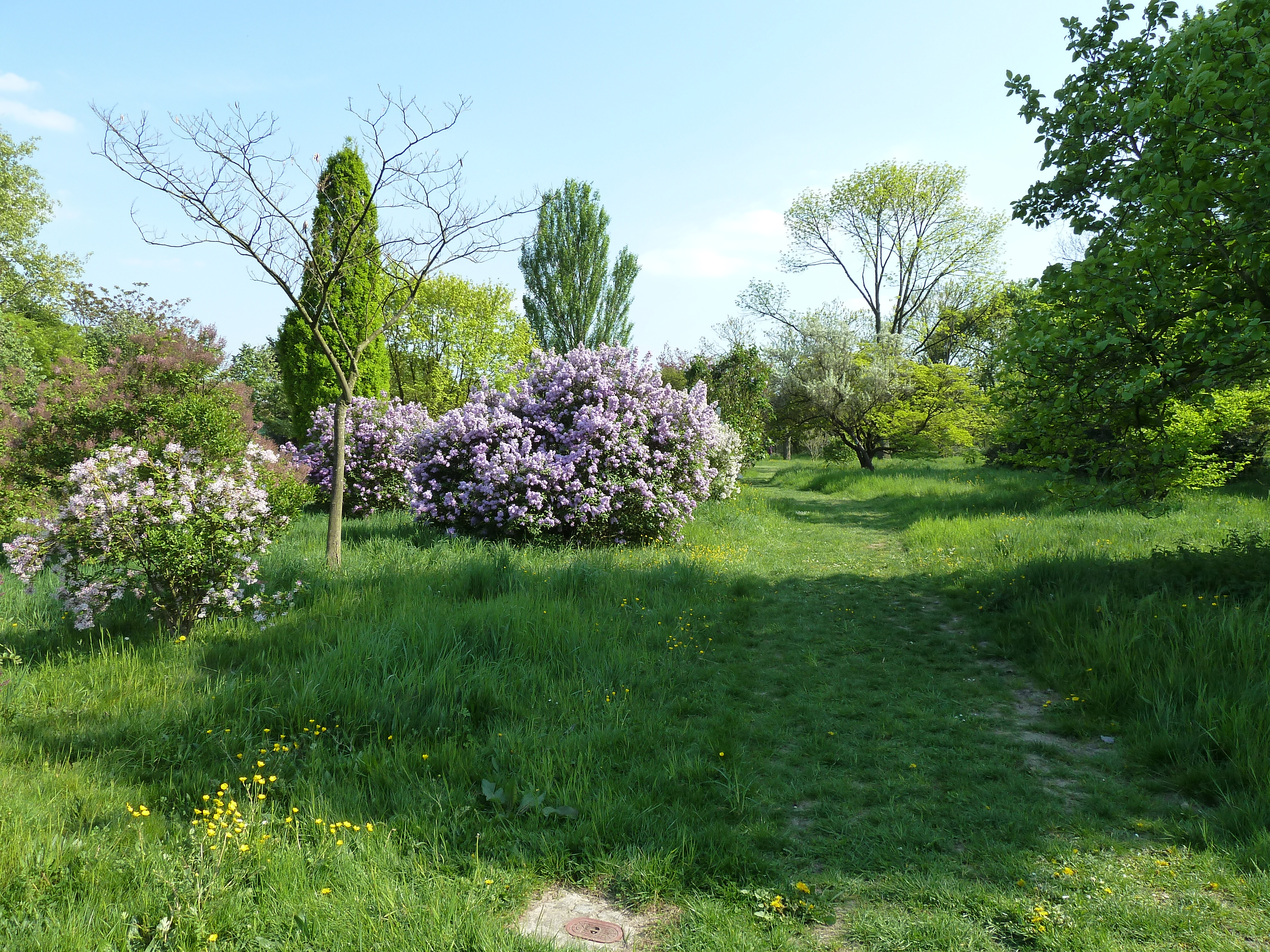
Arboretum

Arboretum de l’école du Breuil je arboretum v Paříži, které se nachází v Bois de Vincennes. Arboretum je nazváno podle lesnické školy a tvoří jednu ze čtyř částí Botanické zahrady města Paříže. Jeho plocha činí 120 000 m².

## Historie
Arboretum bylo založeno v roce 1867 spolu s École municipale d'arboriculture de Saint-Mandé (Městská lesnická škola v Saint-Mandé). Popud k jejímu založení dal baron Haussmann. V roce 1936 byla přeložena do jihovýchodní části Vincenneského lesíka přejmenována na École Du Breuil na počest jejího prvního ředitele. V roce 1998 se arboretum stalo součástí Botanické zahrady města Paříže.

## Arboretum
Arboretum dnes čítá téměř 1400 stromů 112 rodů, 485 druhů a 400 kultivarů a variet 885 taxonů.